# VIM Airlines
Ne doit pas être confondu avec VLM Airlines.
VIM Airlines est une compagnie aérienne russe basée à Moscou. Elle effectue des vols charters et réguliers ainsi que des vols cargo au départ de Moscou.

## Historique
La compagnie a été créée en 2000 et a commencé son activité la même année.
Elle a acquis en 2004 la compagnie Chitaavia (en) et la compagnie Aerobratsk (en), et la compagnie Russian Sky Airlines en 2005.
En septembre 2017, le directeur général de l'entreprise Alexandre Kotchnev et la responsable de la comptabilité sont arrêtés pour détournement de fonds. Quant aux propriétaires, « ils se sont hâtés de quitter le pays » pour une destination qui reste à déterminer, a précisé le Comité d'enquête. L'entreprise, en faillite, avait continuer de vendre des billets en sachant délibérément qu'elle ne pourrait assurer ces vols, laissant bloqué des dizaines de milliers de passagers.
Le gouvernement russe envisagerait d'octroyer une aide de plusieurs millions d'euros l’entreprise.

## Flotte
A l'été 2017, la flotte de VIM Airlines est composée des appareils suivants:
| Avions           | En service | Commandes | Sièges (1re/Business/Eco) | Total | Notes                                                                 |
| ---------------- | ---------- | --------- | ------------------------- | ----- | --------------------------------------------------------------------- |
| Airbus A319      | 4          | —         | (0/0/150)                 | 150   |                                                                       |
| Airbus A330-200  | 2          | —         | (0/24/228)                | 252   | Rachetés à EVA Air                                                    |
| Boeing 737-500   | 2          | —         | (0/0/126)                 | 126   |                                                                       |
| Boeing 757-200   | 4          | —         | (0/0/220)                 | 220   |                                                                       |
| Boeing 767-300ER | 1          | —         | (0/12/259)                | 271   | Ex-Transaero                                                          |
| 777-200ER        | 10         | —         | (0/35/242)                | 282   | Rachetés à Singapore Airlines, Emirates, Malaysia Airlines            |
| 777-300ER        | 1          | —         | (0/42/386)                | 428   | Racheté à Emirates, en service chez VIM depuis mai 2017 (sans livrée) |
| Total            | 24         | —         |                           |       |                                                                       |

## Destinations

### France
- Aéroport de Bâle-Mulhouse-Freiburg
- Aéroport de Chambéry - Savoie
- Aéroport de Grenoble - Isère

### Russie
- Aéroport de Sotchi
- Aéroport international Domodedovo
- Aéroport international de Simferopol
- Aéroport international de Vnoukovo
- Aéroport international de Vladivostok

### Espagne
- Aéroport international de Barcelone

### Italie
- Aéroport de Palerme

### Belgique
- Aéroport de Liège (À partir d'avril 2017)